# Adagio per archi
L'Adagio per archi è una composizione per orchestra d'archi di Samuel Barber.

## Storia
Eseguito per la prima volta nel 1938, è il brano più famoso di Barber. Si tratta di un arrangiamento dello stesso Barber di un movimento del suo Quartetto per archi op. 11, composto nel 1936; nella sua versione originale, esso segue e fa da contrasto ad un primo movimento decisamente violento, ed è a sua volta immediatamente seguito da una breve ripresa del materiale nel primo movimento.
L'adagio per orchestra d'archi è stato eseguito per la prima volta il 5 novembre 1938 in una trasmissione radiofonica da uno studio di New York della NBC Symphony Orchestra diretta da Arturo Toscanini, che ha poi portato il pezzo in tournée in Europa e in Sud America. Nel 1968 Barber ha trascritto il pezzo per coro ad otto voci, abbinandogli il testo dell'Agnus Dei. Il pezzo segue una forma ad arco, e si basa su una breve cellula melodica basata su gradi congiunti ascendenti, che vengono in seguito variati, interpolati ed invertiti.

## Rifacimenti moderni
Il brano Interlude dell'album Absolution della band Muse è tratto dall'Adagio.
Utilizzato anche come musica per balletto, l'Adagio per Archi, coreografia di John Meehan per l'American Ballet Theatre, ha avuto la sua prima rappresentazione alla Metropolitan Opera House l'8 aprile 1980.
L'Adagio per Archi è stato utilizzato nel 2000 dalla "Santa Clara Vanguard Drum and Bugle Corps" per una produzione chiamata The Age of Reverence, così come nel "Reading Buccaneers Drum and Bugle Corps' 2005 championship", intitolato Variations in B.
Nel 2004 l'Adagio per archi è stato riprodotto nella sua chiave originale dalle Bond, registrata nel proprio album Classified.

### Elettronica
Il brano è stato riadattato in musica elettronica da:
- Ferry Corsten (1994)
- O.T. Quartet (Hold That Sucker Down, 1995)
- Antiloop (In My Mind, 1997)
- Skip Raiders (Another Day featuring Jada, 2000)
- Delerium (Eternal Odyssey nell'album del 2003 Chimera)
- Dal DJ olandese Tiësto (2004)
- Dal DJ Maxwell (2010)
- Mark Sixma (2014)
- Patchani Brothers (2016)
- Lucas & Steve (2018)
- William Orbit
- K-Complex
- Evil Activities

## Nella cultura di massa

### Nel cinema
The Elephant Man (1980), diretto da David Lynch, è stato il primo film ad utilizzare questo brano: fu aggiunto in coda al film per aumentare l'emotività della pellicola. Il pezzo è stato usato anche nel film Platoon (1986) di Oliver Stone, con la funzione di sottolineare i momenti più forti della pellicola, e nel film L'olio di Lorenzo (1992) di George Miller. Una lista completa dei film in cui è presente il brano Adagio per Archi può essere trovata su IMDb.

### Nei videogiochi
La versione per coro è utilizzata nel videogioco Homeworld, durante il terzo livello, quando il pianeta madre Kharak viene distrutto da una tempesta di fuoco causata da una razza aliena, ed è presente anche nella scena iniziale del gioco.

## Curiosità
- Il brano è stato eseguito durante i funerali di Albert Einstein, di John Fitzgerald Kennedy, di Grace Kelly e di Ranieri III, Principe di Monaco. Contrariamente a quanto si crede, l'Adagio per archi non fu suonato ai funerali di Franklin Delano Roosevelt, ma fu diffuso via radio all'annuncio della sua morte.
- Durante le sessioni di Let It Be, Paul McCartney registrò un frammento di composizione al piano basata sulla melodia dell'Adagio. Oltre ai numerosi bootleg, il brano si può ascoltare tra le tracce del secondo disco dell'LP dei Beatles Let It Be - Naked.
- Nel 2004 è stato votato dagli ascoltatori del programma della BBC Today Programme come brano di musica classica più triste mai realizzato, davanti al lamento di Didone del Didone ed Enea di Henry Purcell e l'Adagietto della Quinta sinfonia di Gustav Mahler.
- È utilizzato in tre episodi de I Simpson: Marge giocatrice, Millie l'orfanello e Le forti braccia della mamma.
- È utilizzato nell'episodio Sul campo... da golf di American Dad!

## Audio
- Ascolta l'Adagio per archi su Magazzini Sonori - esecuzione dell'ensemble d'archi della Filarmonica Toscanini
- BBC.co.uk Campione scaricabile dal sito della BBC (ram), su bbc.co.uk.
- modern-strings.de Campione scaricabile dal sito Modern-Strings (ram), su modern-strings.de.
- modern-strings.de MP3 Scaricabile dal sito Modern-Strings, su modern-strings.de.

| Controllo di autorità | VIAF (EN) 295341213 · LCCN (EN) n82016244 · J9U (EN, HE) 987007411983505171 |

1. ↑  (EN) Samuel Barber, su imdb.com. URL consultato il 14 dicembre 2019.